# Tauno Ilmoniemi
Tauno Ilmoniemi (16 maggio 1893 – Oulu, 21 settembre 1934) è stato un ginnasta finlandese.

## Palmarès

### Olimpiadi
- 1 medaglia:
  - 1 argento (Stoccolma 1912 nel concorso libero a squadre)